# قسم توت ندة الريفي (مقاطعة دنا)
قسم توت ندة الريفي (بالفارسية: دهستان توت‌نده) هي قسم تقع في إيران في قسم. يقدر عدد سكانها بـ 5,251 نسمة .